# Tetsuwan Birdy
Tetsuwan Birdy (鉄腕バーディー Tetsuwan Bādī?), o Birdy the Mighty, es un manga creado por Masami Yūki, mangaka conocido por ser también creador de Patlabor.
Su trabajo inicial Tetsuwan Birdy fue recopilado en un solo tomo y con un final inconcluso, y sirvió para la realización de una miniserie de 4 OVAs. El creador abandonó la serie y en 2003 realizó una nueva versión de su manga original publicado en 1985, con interesantes agregados y modificaciones a la serie original. Fue publicado en Young Sunday y contó con 20 tomos. El 4 de julio de 2008 comenzó la emisión de un nuevo anime basado en la nueva versión del manga con un nuevo diseño de personajes, siendo denominada Tetsuwan Birdy: Decode. La miniserie de 4 OVAs fue emitida por Locomotion con doblaje al español realizado en México.

## Argumento
Tsutomu Senkawa es un estudiante de secundaria que se prepara para los exámenes de ingreso a la universidad. Tsutomu sale fuera para tomar aire después de un duro día de trabajo estudiando para el gran test, cuando se encuentra a un extraño hombre que le pide ayuda. El hombre estaba siendo perseguido y termina siendo un criminal interplanetario que huye de una Agente Federal del Universo, llamada Birdy Cephon Altera. En medio de la persecución, Tsutomu es confundido con el criminal y es electrocutado. Afortunadamente para Tsutomu hay una forma en la que podrá conservar la vida, la cual es compartiendo su cuerpo con Birdy, quien es la policía interplanetaria que le quitó la vida por accidente.
Así Tsutomu termina compartiendo su cuerpo con un agente de la policía espacial, atractiva, fuerte y algo impulsiva. Mientras intenta esconder a su apática familia su problema e ingresar a la universidad, también debe hacer el trabajo de Birdy. Juntos deben luchar contra un grupo de enemigos alienígenas que planean realizar experimentos con la gente de Tokio.

## Manga
El manga original fue publicado por la Shonen Sunday Super, pero cuando Masami Yuuki terminó de publicar Kyūkyoku Chōjin R desapareció. Sólo un volumen fue recopilado. En 2003, después del número de otras series de Shonen Sunday, Masami Yūki se trasladó a Weekly Young Sunday, una revista seinen, y comenzó a dibujar una segunda parte, comenzando la historia desde el principio.

## Personajes
- Birdy Cephon Altera (?)

Seiyū OVA: Mitsuishi Kotono
Seiyū TV: Saeko Chiba
- Tsutomu Senkawa (?)

Seiyū: Iwanaga Tetsuya
Seiyū TV: Miyu Irino
- Natsumi (?)

Seiyū: Nogami Yukana
Seiyū TV: Kanae Itō
- Hazumi Senkawa (?)

Seiyū: Tomoko Maruo]]
- Gomesu/Gómez (?)

Seiyū: Akio Ōtsuka
- Christella Revi (?)

Seiyū: Hyoudou Mako
- Hikawa (?)

Seiyū: Osamu Ichikawa

## Curiosidades
- En el episodio 5 de Birdy the Mighty: Decode en el minuto 21:20 aparece como cameo el muñeco Giroro de Sargento Keroro.